# 永靖里
永靖里，是台灣南部自清治時期至日治初期的一個行政區劃，其範圍即今屏東縣的滿州鄉西南部。
永靖里北邊為治平里，東邊為長樂里、安定里，南邊為至厚里，西邊為宣化里。

## 管轄街庄
永靖里共轄2個庄：
- 今滿州鄉境內：蚊蟀庄、射麻裡庄，戰後射麻裡以永靖做為村名。